# Élection présidentielle mauritanienne de 2024
L'élection présidentielle mauritanienne de 2024 a lieu le 29 juin 2024 afin d'élire le président de la Mauritanie pour un mandat de cinq ans.
Candidat à sa réélection, le président sortant Mohamed Ould Ghazouani est réélu dès le premier tour avec 56 % des voix.

## Contexte

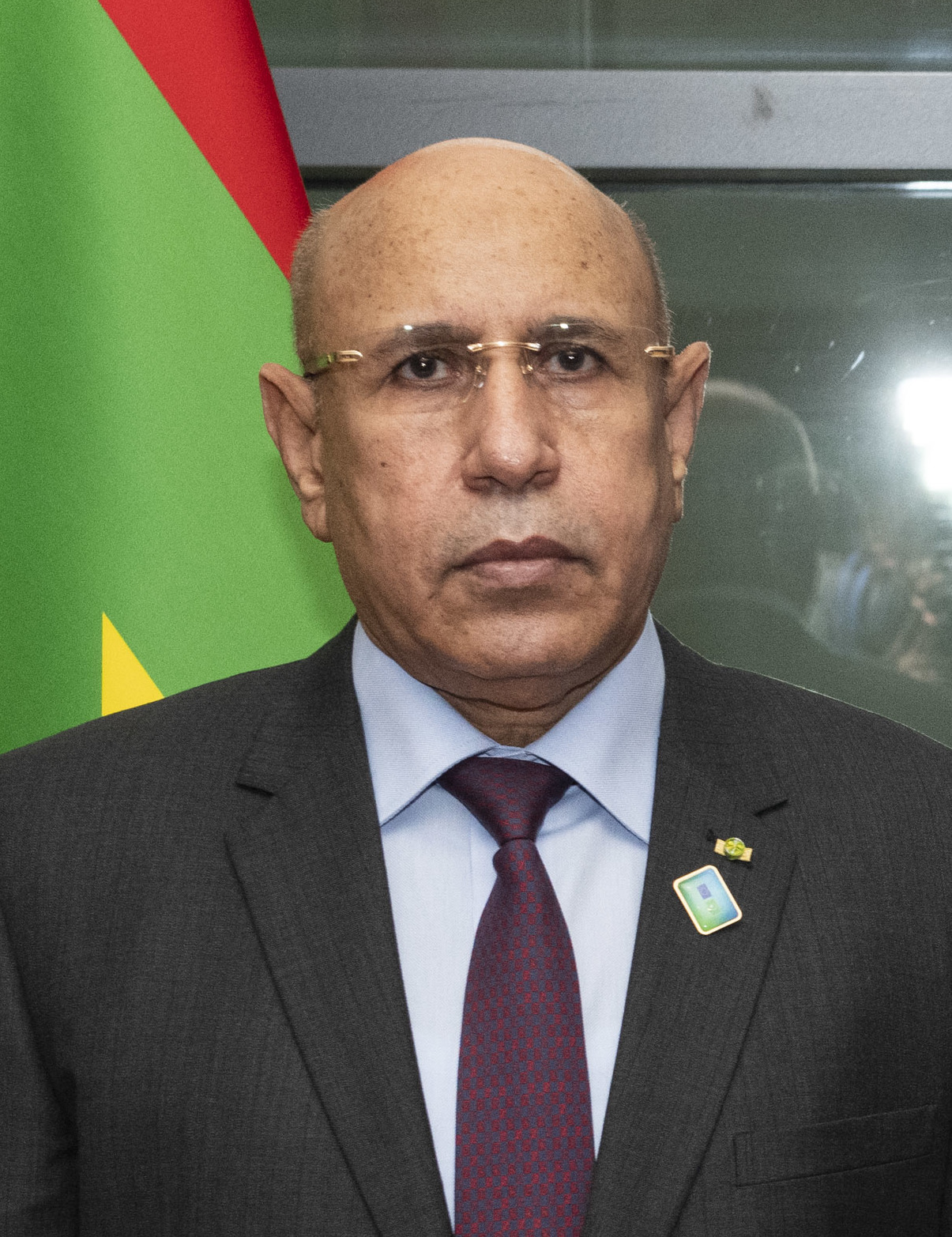
Mohamed Ould Ghazouani

La précédente élection présidentielle organisée en juin 2019 voit le président Mohamed Ould Abdel Aziz respecter la limite constitutionnelle à deux mandats consécutifs. Son dauphin, l'ex-général et ministre de la Défense Mohamed Ould Ghazouani, est élu dès le premier tour avec 52,01 % des voix, devant notamment Biram Dah Abeid, qui en recueille 18,59 %,. C'est la première fois depuis l'indépendance du pays en 1960 qu'une passation de pouvoir a lieu de manière pacifique sans coup d’État, bien qu'entre deux ex-militaires,,.
Ghazouani se distance rapidement de son prédécesseur et facilite son remplacement à la présidence de l'Union pour la République par Sidi Mohamed Ould Taleb Amar. Courant mars 2021, l'ancien président est inculpé pour corruption, blanchiment d'argent et abus d'influence, puis emprisonné trois mois plus tard. Il sort finalement de prison en janvier 2022 pour raisons de santé.
Parallèlement, l'appareil du parti se range derrière Mohamed Ould Ghazouani, dénonçant vertement l’héritage du président sortant. Plusieurs partis mineurs fusionnent avec l'UPR, tandis que le nouveau président procède à de nombreux remaniements ministériels, remplaçant notamment le Premier ministre Ismail Ould Bedde Ould Cheikh Sidiya par Mohamed Ould Bilal en août 2020. Ce dernier se maintient en poste malgré une démission présentée en mars 2022 après un discours très critique du chef de l'État à l'encontre de son gouvernement, bien que celui-ci le reconduise finalement dans ses fonctions,.
Début juillet 2022, l'UPR fusionne avec plusieurs partis pour fonder le Parti de l'équité (El Insaf), qui remporte largement les élections législatives de mai 2023, assurant ainsi au président Ould Ghazouani une solide majorité à l'Assemblée nationale. Ce dernier se retrouve alors en position de force pour concourir l'année suivante à un second mandat présidentiel.

## Système électoral
Le président mauritanien est élu au scrutin uninominal majoritaire à deux tours pour un mandat de cinq ans renouvelable une seule fois. Si aucun candidat ne recueille la majorité absolue des suffrages exprimés au premier tour, un second est convoqué deux semaines plus tard entre les deux candidats arrivés en tête, et celui recueillant le plus de suffrages l'emporte.
Les candidats doivent obligatoirement être de religion musulmane, et être âgés de quarante ans minimum à la date du premier tour. L'élection d'un nouveau président doit avoir lieu entre 30 et 45 jours avant l'expiration du mandat du président sortant.

## Campagne
La campagne se déroule du 14 au 27 juin. Elle est dominée par les thèmes économiques, dont le chômage, la lutte contre la pauvreté et la construction d'infrastructures, notamment pour l'accès à l'eau et à l’électricité. Le président sortant Mohamed Ould Ghazouani met l'accent sur le thème de la sécurité, fort de son bon bilan en matière de lutte contre la menace djihadiste qui pèse sur la région du Sahel, là où plusieurs pays voisins tels que le Mali ont échoué. Ses opposants accusent son gouvernement de corruption et de clientélisme,,,,.

## Résultats
|                          | Mohamed Ould Ghazouani             | El Insaf                 | 554 956   | 56,12 |  |  |
|                          | Biram Dah Abeid                    | PAD                      | 218 546   | 22,10 |  |  |
|                          | Hamadi Ould Sid'El Moctar          | RNRD                     | 126 340   | 12,78 |  |  |
|                          | El Id Ould Mohameden               | FRUD                     | 35 288    | 3,57  |  |  |
|                          | Outouma Soumaré                    | Indépendant              | 23 617    | 2,39  |  |  |
|                          | Mamadou Bocar Ba                   | AJD/MR                   | 20 360    | 2,06  |  |  |
|                          | Mohamed Lemine El Mourteji El Wavi | Indépendant              | 9 722     | 0,98  |  |  |
|                          |                                    |                          |           |       |  |  |
| Votes valides            | Votes valides                      | Votes valides            | 988 829   | 92,05 |  |  |
| Votes invalides          | Votes invalides                    | Votes invalides          | 53 787    | 4,96  |  |  |
| Votes blancs             | Votes blancs                       | Votes blancs             | 31 608    | 2,99  |  |  |
| Total                    | Total                              | Total                    | 1 074 224 | 100   |  |  |
| Abstention               | Abstention                         | Abstention               | 865 120   | 44,61 |  |  |
| Inscrits / participation | Inscrits / participation           | Inscrits / participation | 1 939 944 | 55,39 |  |  |

## Cartes

Candidat arrivé en tête par Wilaya
Candidat arrivé en tête par Moughataa

## Analyse et conséquences
Mohamed Ould Ghazouani est réélu dès le premier tour de scrutin avec 56 % des voix. Il devance notamment Biram Dah Abeid, arrivé deuxième comme lors de l'élection précédente en 2019, qui annonce ne pas reconnaitre les résultats de la Ceni qu'il accuse d'être instrumentalisée par le gouvernement. Dah Abeid appelle en conséquence la population à manifester pacifiquement pour refuser ce qu'il qualifie de « hold-up électoral »,. Le Conseil constitutionnel rejette les recours le 4 juillet, et confirme la réélection de Mohamed Ould Ghazouani.   
Le 1er août, Mohamed Ould Cheikh El Ghazouani prête serment et promet « une lutte sans merci contre la mauvaise gestion et la corruption ».  